# Ковалёв, Павел Савельевич
Павел Савельевич Ковалёв (1904—1994) — красноармеец Рабоче-крестьянской Красной армии, участник Великой Отечественной войны, Герой Советского Союза (1943).

## Биография
Павел Ковалёв родился 11 декабря 1904 года в деревне Семёновка (ныне — Льговский район Курской области). Получил начальное образование, после чего работал председателем колхоза. В 1943 году Ковалёв был призван на службу в Рабоче-крестьянскую Красную Армию. С того же года — на фронтах Великой Отечественной войны, был сапёром 985-го стрелкового полка 226-й стрелковой дивизии 60-й армии Центрального фронта. Отличился во время битвы за Днепр.
25-26 сентября 1943 года, находясь в составе передовой группы, Ковалёв одним из первых переправился через Днепр и протоку Мохова на западный берег. В рукопашной схватке он лично уничтожил 5 вражеских солдат.
Указом Президиума Верховного Совета СССР от 17 октября 1943 года красноармеец Павел Ковалёв был удостоен высокого звания Героя Советского Союза с вручением ордена Ленина и медали «Золотая Звезда».
В последующих боях был ранен и в 1944 году демобилизован по ранению. Вернулся в родное село, где работал председателем сельского совета.
Был также награждён орденом Отечественной войны 1-й степени и рядом медалей.